# José Trinidad Rangel
José Trinidad Rangel (Dolores Hidalgo, Guanajuato, 4 de junio de 1887 † 25 de abril de 1927, León, México) fue un sacerdote católico beatificado por Benedicto XVI, en la ciudad de Guadalajara. Pertenecía a la congregación de los Caballeros de Colón. Murió martirizado en compañía de Andrés Solá y Molist y Leonardo Pérez Larios.

## Datos biográficos

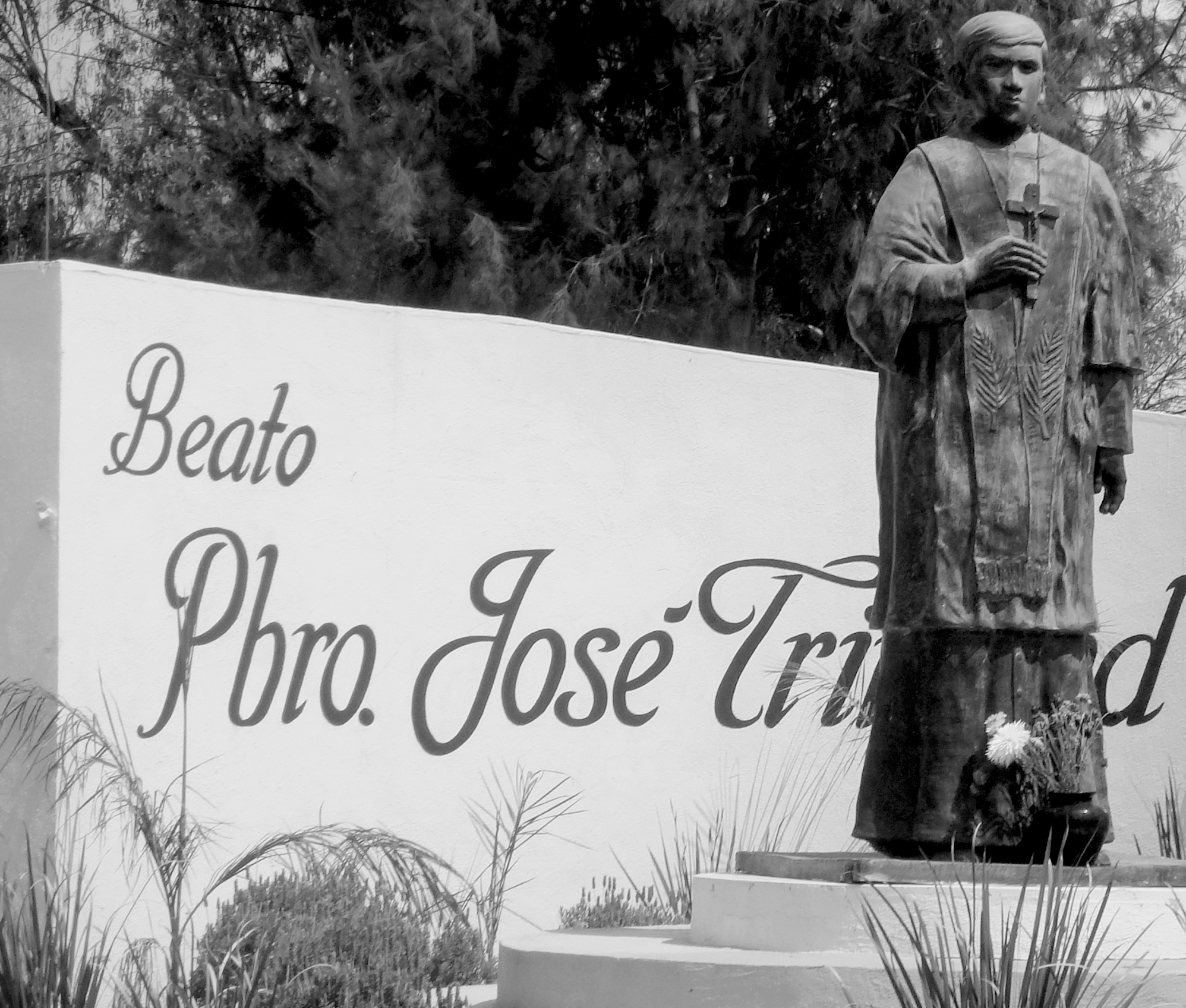
Monumento a José Trinidad Rangel en Dolores Hidalgo.

José Trinidad Rangel y Montano nació en la comunidad de El Durazno, a las afueras de Dolores Hidalgo el 4 de junio de 1887. Hijo de los señores José Eduvigis y María Higinia. Desde su niñez había sentido deseos de consagrarse al sacerdocio, pero las condiciones económicas de la familia no le permitieron su entrada en el seminario hasta 1909 que se permitió su entrada como alumno gratuito y externo. Fue ordenado sacerdote el 13 de abril de 1919. Se destacó por su humildad y sencillez. Como sacerdote asistió el Centro Catequístico de la Salle, en León, Guanajuato; fungió como vicario de la parroquia de Silao, vicario del Zangarro en Marfil, vicario en Ocampo y San Felipe Guanajuato, con residencia en Ibarra; párroco de Jaripitío; vicario de la aldea encargado del templo del Perdón en Silao, por la expulsión de Carmelitas.
Durante la persecución de 1925 en México se mantuvo oculto junto al beato Andrés Solá y Molist, claretiano, en la casa de unas amigas laicas donde habían establecido un pequeño oratorio donde celebraban la Eucaristía y confesaban a los fieles.

## Muerte y beatificación
El José Trinidad Rangel murió, fue martirizado en compañía del Padre Andrés Solá y Molist y el feligrés Leonardo Pérez Larios el 25 de abril de 1927. Su beatificación se realizó con Eucaristía solemne en la ciudad de Guadalajara el 20 de noviembre del 2005 con la presencia del Cardenal José Saraiva Martins.